# Оуингз, Льюис
Льюис Самптер Оуингз (англ. Lewis Sumpter Owings; 6 сентября 1820, округ Рон, Теннесси — 20 августа 1875) — врач, политик, государственный деятель территорий Нью-Мексико и Аризоны.

## Биография
Льюис Оуингз родился в округе Рон, штат Теннесси, где был врачом и коммерсантом. В дальнейшем он переехал в Арканзас, а затем в Техас, где был одним из основателей и первым почтмейстером города Хелена. В 1855 году Оуингз был членом Палаты представителей Техаса, однако не был переизбран на второй срок, переехав в Месиллу, где жила его семья.
В 1860 году Оуингз был избран Конвентом в Тусоне временным губернатором Территории Аризона, включавшей земли Нью-Мексико и Аризону. Конгресс США отказался признать эту власть, но Оуингс, тем не менее, де-факто продолжал управлять в основном неорганизованной территорией, возглавив три кампании народного ополчения для защиты жителей от индейских набегов и контрабандистов.
В марте 1861 года, с началом гражданской войны, южная часть территории начала процесс сецессии. Съездом была создана Территория Аризона, вошедшая в состав Конфедерации Штатов Америки, а Оуингз стал её первым губернатором. Он занимал эту должность до 1 августа 1861 года, когда территория Аризоны была реорганизована, а полковник Джон Бейлор объявил себя её губернатором.
В 1862 году, после отставки Бейлора, Оуингз был избран временным губернатором и занимал этот пост в изгнании в Сан-Антонио до конца войны. После окончания войны Оуингз ненадолго переехал в Канзас, а затем поселился в Денисоне, где непродолжительное время был мэром.